# Ilisha megaloptera
Ilisha megaloptera är en fiskart som först beskrevs av Swainson, 1839.  Ilisha megaloptera ingår i släktet Ilisha och familjen Pristigasteridae. Inga underarter finns listade i Catalogue of Life.